# Molophilus xanthus
Molophilus xanthus là một loài ruồi trong họ Limoniidae. Chúng phân bố ở miền Tân bắc.